# Lednice (Kozojedy)

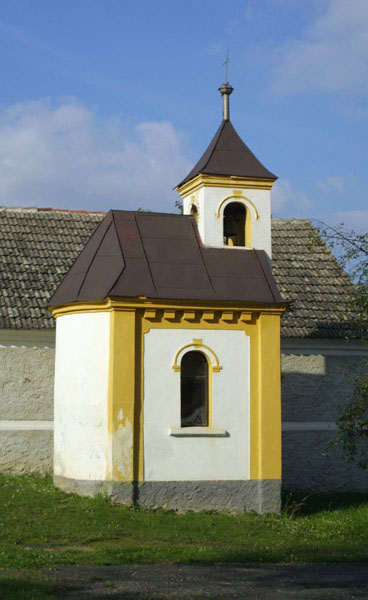
Kaplička

Lednice je vesnice, část obce Kozojedy v okrese Plzeň-sever v Plzeňském kraji. Leží pět kilometrů jihovýchodně od Kralovic na pravém břehu Kralovického potoka v nadmořské výšce 390 metrů. Katastrální území zaujímá 676,13 ha.

## Historie
Ves byla vysazena roku 1339 zákupním právem opatem plaského kláštera pro 15 osadníků. Na počátku husitských válek roku 1419 zastavil opat Gotfrýd ves doživotně Hanuši z Kolovrat na Krašově, který ji držel až do své smrti v roce 1450. Později byla ves zastavena dalším šlechticům, ale nakonec se vrátila do majetku kláštera.
Ve vsi bývalo 15 usedlostí, k roku 1556 byla Lednice jednou z pěti vsí, které byly v majetku kláštera. V druhé polovině 16. století probíhal mezi Lednickými a opaty spor: zatímco Ledničtí si stěžovali až u krále na přetěžování daněmi a robotami ze strany kláštera, opat se bránil neposlušností poddaných. Příčinou rozporů mohlo být i vyznání – Ledničtí byli protestanti, zatímco klášterní vrchnost vyznávala samozřejmě katolictví.
V roce 1599 spor gradoval další stížností sedláků s tím, že nedostane-li se jim pomoci, vystěhují se a nechají ves pustou. Opat Adam Wild využil příležitosti a nařídil sedlákům přestoupení na katolickou víru. Kdo víru nezměnil, měl se do roka vystěhovat. Několik sedláků se vystěhovalo a opat založil hospodářský dvůr, ke kterému převedl jejich pozemky.
Během třicetileté války bylo několik usedlostí vypleněno, někteří poddaní zběhli. Opuštěné pozemky klášter zabral a připojil ke svému dvoru. V roce 1651 žilo v Lednici 33 obyvatel v osmi usedlostech a šafář s třemi čeledíny na klášterním dvoře.
Po zrušení kláštera Josefem II. v roce 1785 přešla Lednice jako součást plaského panství do správy náboženského fondu, který pronajal veškeré pozemky sedlákům na dobu 12 let. V kapli při dvoře se usadil Anastasius Kinda, jeden z plaských řeholníků, a zůstal až do své smrti v roce 1806.

## Přírodní poměry
Lednice leží na severním okraji přírodního parku Rohatiny při dolním toku Kralovického potoka. Na západě sousedí s vesnicí Kopidlo, na severu s Bučkem a na jihovýchodě s Kozojedy.

## Obyvatelstvo
| Rok            | 1869 | 1880 | 1890 | 1900 | 1910 | 1921 | 1930 | 1950 | 1961 | 1970 | 1980 | 1991 | 2001 | 2011 | 2021 |
| -------------- | ---- | ---- | ---- | ---- | ---- | ---- | ---- | ---- | ---- | ---- | ---- | ---- | ---- | ---- | ---- |
| Počet obyvatel | 219  | 229  | 217  | 207  | 213  | 217  | 177  | 134  | 115  | 107  | 107  | 100  | 93   | 79   | 80   |
| Počet domů     | 34   | 34   | 33   | 33   | 33   | 32   | 35   | 34   | 27   | 26   | 23   | 27   | 30   | 26   | 29   |

## Obecní správa
Při sčítání lidu v letech 1869–1975 Lednice byla samostatnou obcí, se kterým patřily nejprve do okresu Kralovice, ale v roce 1950 v okrese Plasy a v letech 1961–1975 v okrese Plzeň-sever. Od 1. ledna 1976 je částí obce Kozojedy v okrese Plzeň-sever.

## Hospodářský dvůr
Rozlehlý barokní hospodářský dvůr plaského kláštera vznikl na přelomu 16. a 17. století. V roce 1752 za opata S. Hetzera začala nákladná přestavba, možná byl dvůr vystavěn znovu od základů. Jedna z místností byla vyzdobena pro pobyt řeholníků, vznikla kaple sv. Floriána. Dvůr dokončil až Hetzerův nástupce opat Fortunát Hartmann v roce 1764.
Dvůr má obdélný, málo protažený půdorys, obvyklý u části dvorů vzniklých za opata Evžena Tyttla. Areál je orientován přibližně ke světovým stranám. Dispozice dvora je obdobná se dvorem Lomany: na východní straně stojí dlouhá dvoumlatová stodola, jižní a severní strana je vymezena hospodářskými budovami, jejichž křídla, oddělená branou vjezdu byla obytná. Symetrie dvora byla porušena zvýšením křídla na jižní straně o jedno patro za opata Hartmanna, pravděpodobně tehdy byla na valbovou střechu zámečku umístěna osmiboká zvonička s cibulovou bání (zničena na počátku 20. století). Po vzniku zámečku začalo druhé obytné křídlo sloužit jako hospodářské a jeho okna byla zmenšena. Uprostřed dvora je objekt s mléčnicí.
Nad vchodem do zámečku je kamenný znak plaského kláštera se štítkem opata Hartmanna. V přízemí je chodba, ze které jsou přístupné jednotlivé místnosti včetně pravděpodobné kaple sv. Floriána – místnost s neckovou klenbou s dvojitým ozdobným štukovým zrcadlem a polosloupy v rozích. Místnosti v patře zámečku mají stropy se štukovými zrcadly.
Druhé obytné křídlo oddělené od zámečku branou vjezdu je přízemní. Z příčné chodby jsou přístupné jednotlivé místnosti včetně velké černé kuchyně. Na konci chodby je velká místnost přes celou šířku křídla, pravděpodobně jde o refektář, onu vyzdobenou místnost určenou řeholníkům. Její strop je zaklenutý čtyřmi poli křížové klenby na centrální sloup.
Ke dvoru patřily zahrady na jižní, východní a severní straně, poslední z nich byla sevřena mezi dvě cesty. Dvůr byl v restitučním řízení vydán oprávněným majitelům, kteří jej prodali. Objekt je opět využíván k hospodářským účelům. Nynější majitelé ve spolupráci s památkáři se snaží o rekonstrukci celého dvora.
Spojnice dvora v Lednici s dvory Kalec a Býkov vytváří pravoúhlý trojúhelník s pravoúhlým vrcholem v Lednici. Dvůr Lednice je stejně dlouhý jako dvory Lomany a Třemošnice.
Dvůr je chráněn jako kulturní památka České republiky.

## Osobnosti
- Hanuš Zápal (1885–1964), český architekt, zakladatel Spolku pro záchranu Mariánské Týnice